# Поповское (Троицкое сельское поселение)
Поповское — деревня в Усть-Кубинском районе Вологодской области.
Входит в состав Троицкого сельского поселения, с точки зрения административно-территориального деления — в Троицкий сельсовет.
Расстояние по автодороге до районного центра Устья — 47,5 км, до центра муниципального образования Бережного — 5,5 км.
По переписи 2002 года население — 5 человек.